# Adjan
Adjan è un arrondissement del Benin situato nella città di Zè (dipartimento dell'Atlantico) con 6.862 abitanti (dato 2006).